# Яневски, Владо
Владо Яневски (макед. Владо Јаневски; 27 ноября 1960) — македонский певец. Первый представитель Македонии на «Евровидения». Победитель музыкального фестиваля МакФест (1994).

## Биография
Владо Яневски родился 27 ноября 1960 года в Скопье в общине Чаир, где живёт до сих пор. Он изучал английский язык и литературу в Университете Святых Кирилла и Мефодия. Он свободно говорит на английском, немецком, итальянском и русском. Он играет на гитаре, фортепиано и барабаны. Он принимал участие в ряде фестивалей в Македонии и других бывших югославских странах. Он участвовал на фестивале «Jugovizija» в Белграде в 1992 году, а также и в Беларусии на «Славянском базаре» в 1994, 1995 и 1996 годах. В Македонии он принимал участие в «Интерфесте» в 1994 году, где получил главный приз. В 1998 году занял первое место в национальном отборе «Skopje Fest 1998» с песней «Не зори, зоро» и выиграл конкурс, который позволил ему представлять дебют Македонии на Евровидении.
В репертуаре певца есть македоноязычные версии песен некоторых российских исполнителей: «Тајна отровна» (в оригинале: «Позови меня с собой» Татьяны Снежиной / Аллы Пугачёвой) и «Не заборавај да се сетиш на мене» (в оригинале: «Электричка» Алёны Апиной).

## Дискография
- 1993: Парче душа
- 1996: Сѐ најдобро
- 1996: Далеку е небото
- 2002: Има нешто посилно од сѐ
- 2004: Ваков или таков
- 2006: Повторно се заљубувам во тебе